# Grad Rogatec
Grad Rogatec (nemško Rohitsch) se nahaja nad istoimenskim trgom Rogatec  v istoimenski občini in je danes v razvalinah.

## Zgodovina
Domnevno je na mestu kasnejšega gradu stala utrdba kot sedež gospostva že v 10. stoletju, katere lastniki so bili grofje Breže-Selški. Prvotni grad je torej takrat že stal, v pisnih virih pa na njega naletimo šele leta 1192 kot »purch ze Rohacz«. Do konca 13. stoletja so na njem gospodovali vitezi Rogaški (leta 1197 sta omenjena Bertold in Štefan de Rohas). Bili so ministeriali krških škofov, ki so to posest grofice Heme Breže-Selške pridobili preko krškega samostana. Za njimi so bili graščaki znameniti vitezi Liechtensteinski. Grad s celotno posestjo, sicer krški fevd, je leta 1301 kupil svobodni gospod iz Savinjske doline Ulrik II. Žovneški za 700 mark srebra od Otona Lichensteinskega (sin pesnika Ulrika). V lasti Žovneških oz. Celjskih grofov je ostal vse do njihovega izumrtja 1456, ko so ga pridobili Habsburžani.
Grajsko jedro je nastalo v romanski dobi, temu so v gotski in renesančni dobi prizidali nova poslopja, temeljito pa so ga obnovili po letu 1574, ko je pogorel. Po obnovi je postal mogočna utrdba z dvojnim obzidjem. Med kasnejšimi lastniki srečamo Schrotte, Welzerje, kneze Eggenberge, grofe Leslie in Attemse, ki so grad opustili po letu 1810.